# Mamona
A Ricinus communis L., conhecida popularmente como mamona, pé-de-mamona, mamoneira, carrapateira, carrapato e rícino, é uma planta da família das euforbiáceas, originária da Ásia Meridional, e sua semente é conhecida como mamona ou carrapato. Recebe outras designações: em algumas regiões da África é abelmeluco, na língua inglesa é castor bean, na língua espanhola é ricino, higuerilla, higuereta e tártago.
Seu principal produto derivado é o óleo de mamona, também chamado óleo de rícino. Embora seja usado na medicina popular como purgativo, este óleo possui largo emprego na indústria química devido a uma característica peculiar: possui uma hidroxila (OH) ligada na cadeia de carbono. Não existe outro óleo vegetal produzido comercialmente com esta propriedade. Há plantas do gênero Lesquerella que também produzem óleo hidroxilado, mas ainda não são cultivadas comercialmente. Outra importante propriedade do óleo de mamona é ser composto entre 80 e 90 por cento por um único ácido graxo (ácido ricinoleico), o qual lhe confere alta viscosidade e solubilidade em álcool a baixa temperatura. Pode ser utilizado como matéria prima para o biodiesel, mas a quase totalidade do óleo produzido no mundo tem sido utilizado pela indústria química para produtos de maior valor agregado.
O Biodiesel feito a partir da mamona é considerado um dos melhores do mercado por ser o mais denso e viscoso e pela sua característica de ser o único óleo glicerídico solúvel em álcool a baixas temperaturas.
A semente é tóxica devido principalmente a uma proteína chamada ricina, que quando purificada é mortal mesmo em pequenas doses. O óleo é de difícil digestão (provoca diarreia), mas o maior risco na ingestão da semente é a toxina ricina. Mais de três sementes podem matar uma criança; mais de oito, um adulto. Possui ainda uma potente proteína alergênica chamada CB-1A, ou albumina 2S, presente nas sementes e no pólen. Um terceiro componente ativo na mamoneira é a ricinina (não confundir com ricina). A ricinina é um alcaloide que pode ser encontrado em todas as partes da planta. Este alcaloide tem efeito sobre o sistema nervoso central e pode causar diversos efeitos: convulsão, melhoria da memória, falta de equilíbrio e outros. As maiores concentrações de ricinina são encontradas nas flores e em folhas jovens.
Os principais países produtores de mamona são a Índia (74%), a China (13%), o Brasil (6,1%) e Moçambique (2,5%) (2011, FAO), sendo os principais consumidores China, Estados Unidos, França, Alemanha e Japão. No Brasil a produção está concentrada no Estado da Bahia (67%), seguida do Ceará (15%), Minas Gerais (11%) e Pernambuco (3%).
A temperatura ideal de cultivo deve ser entre 20 a 35 °C para que haja produção que assegure valor comercial, com a temperatura ótima para a planta em torno de 28 °C.

## Etimologia
"Mamona" é um termo originário do termo quimbundo mumono, com influência da palavra "mamão" devido provavelmente à semelhança das folhas da mamona com as folhas do mamão.

## Galeria

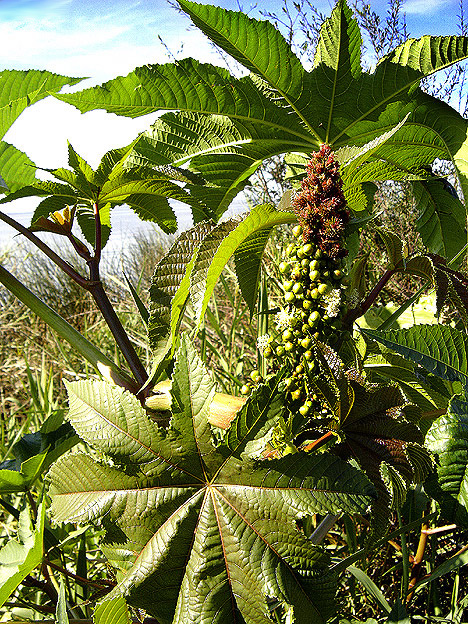
Mamona em floração
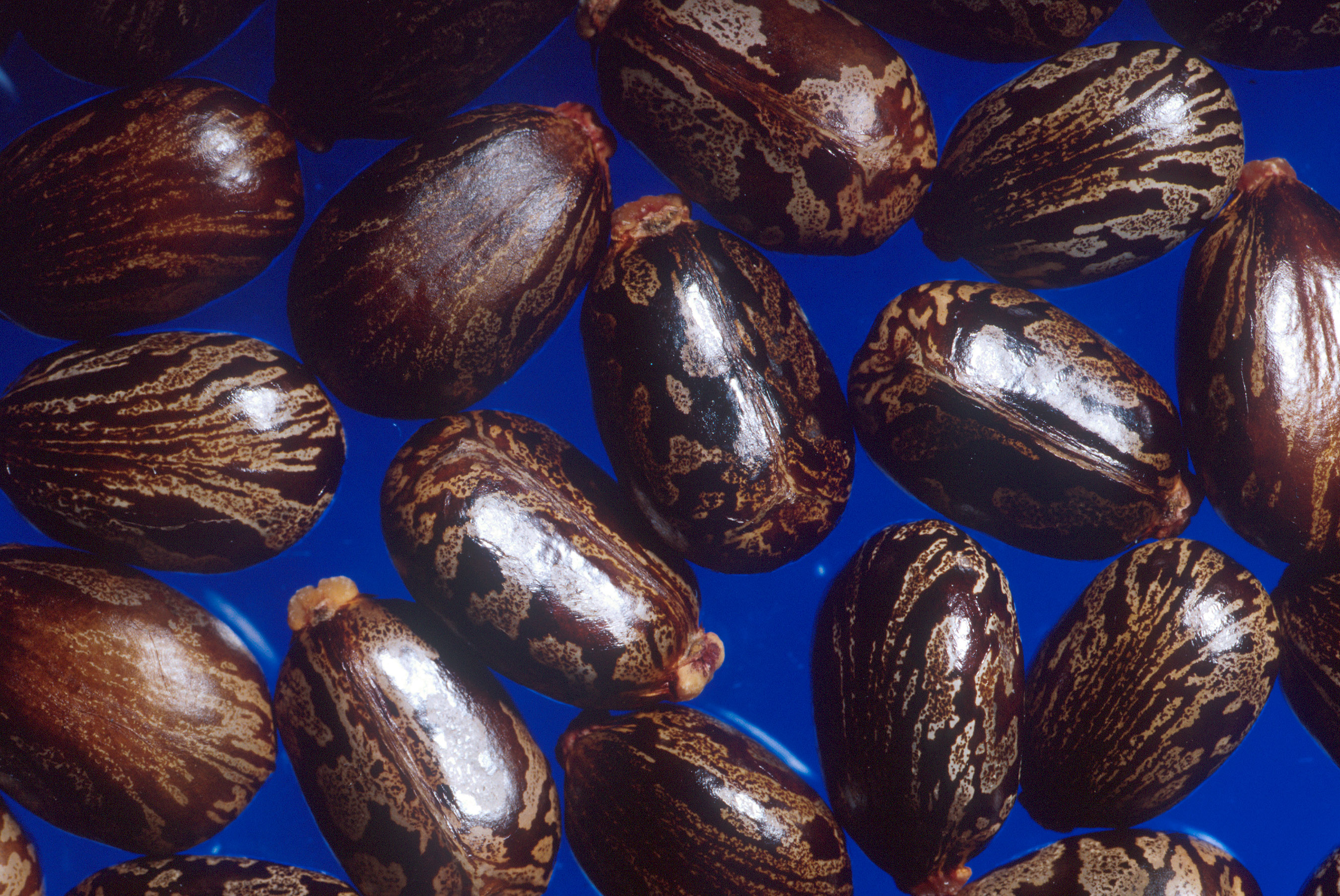
Semente de mamona madura
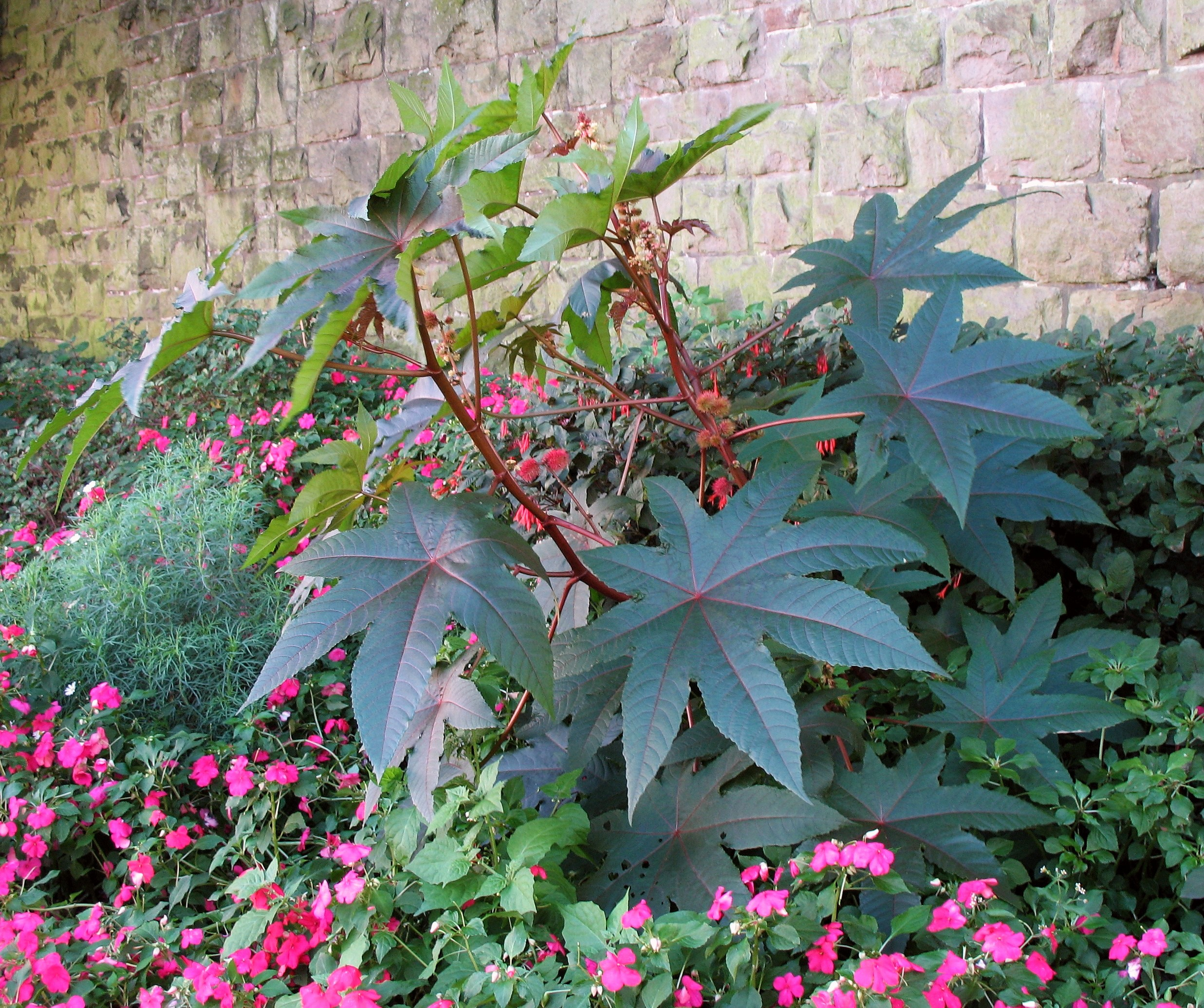
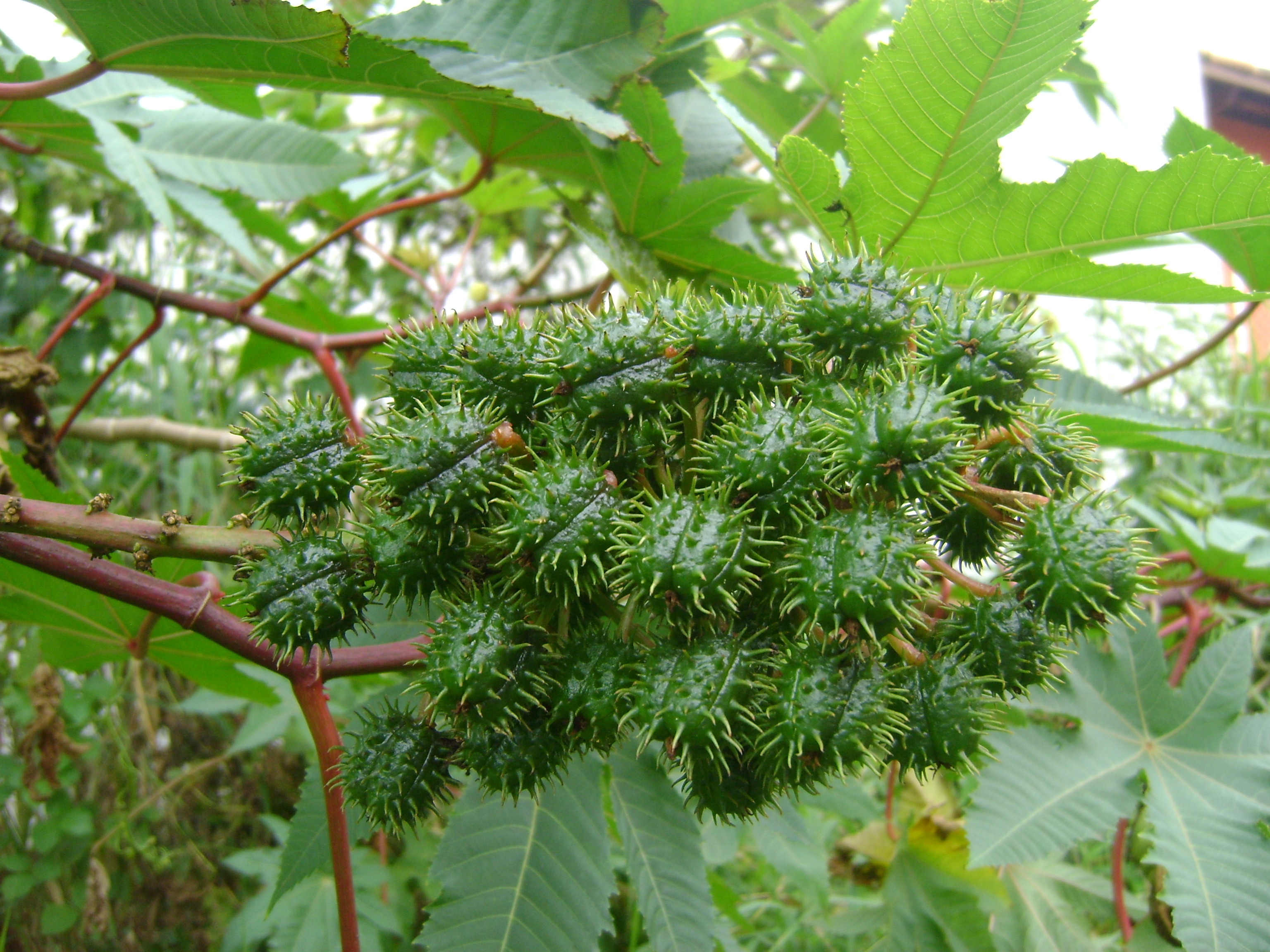
Detalhe dos frutos da mamona
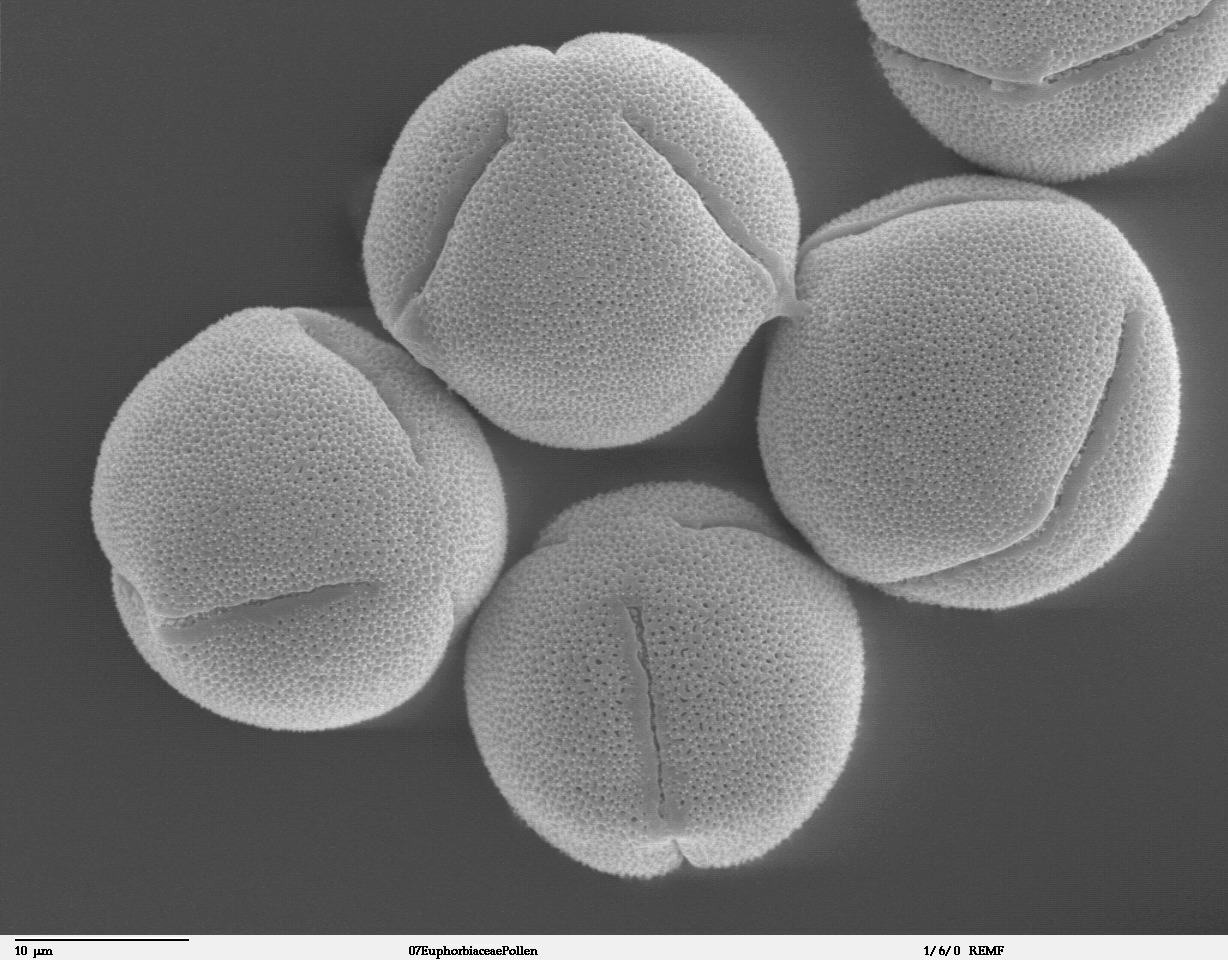
Pólen de mamona visto ao microscópio eletrônico
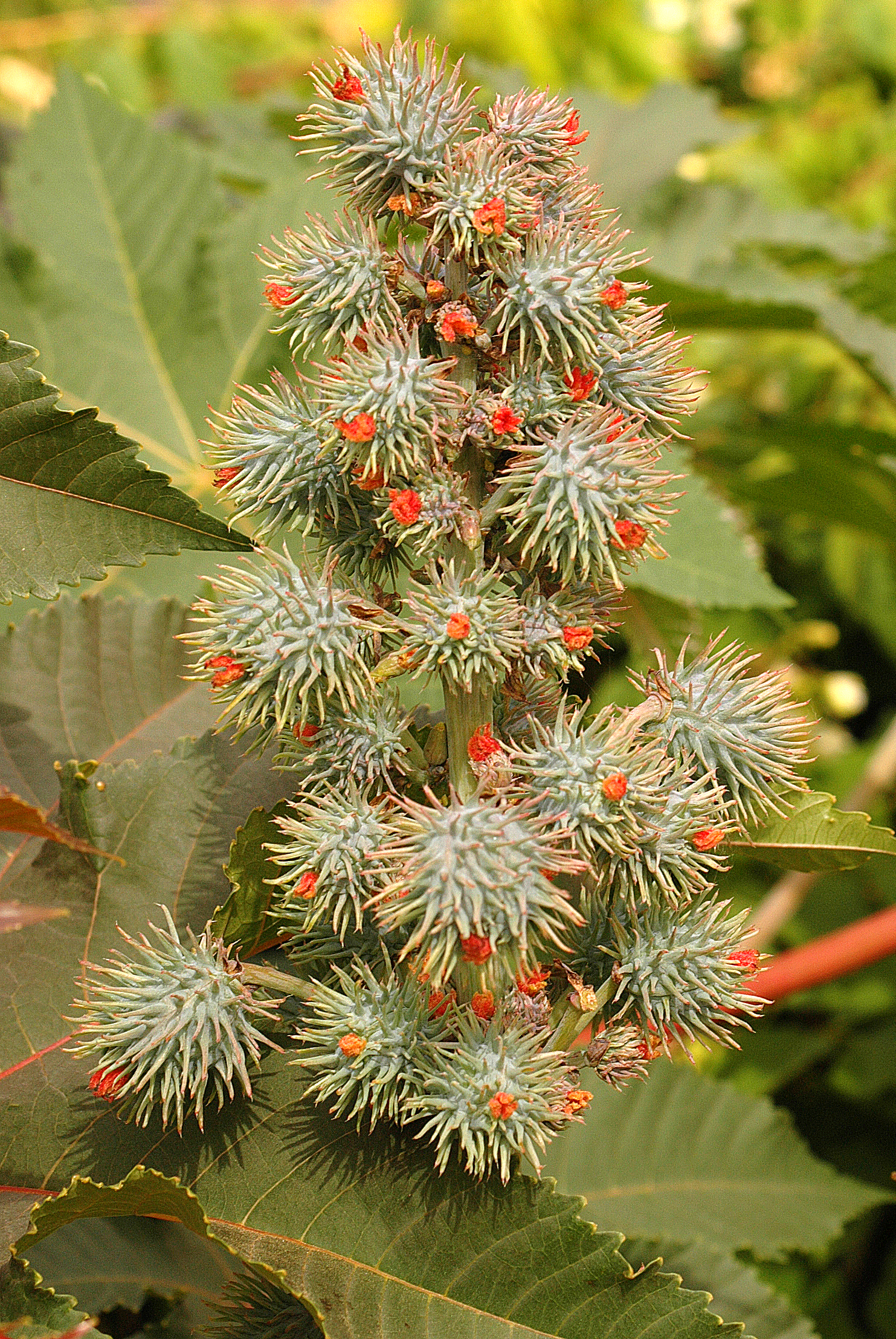
Ricinus communis (La Gomera)
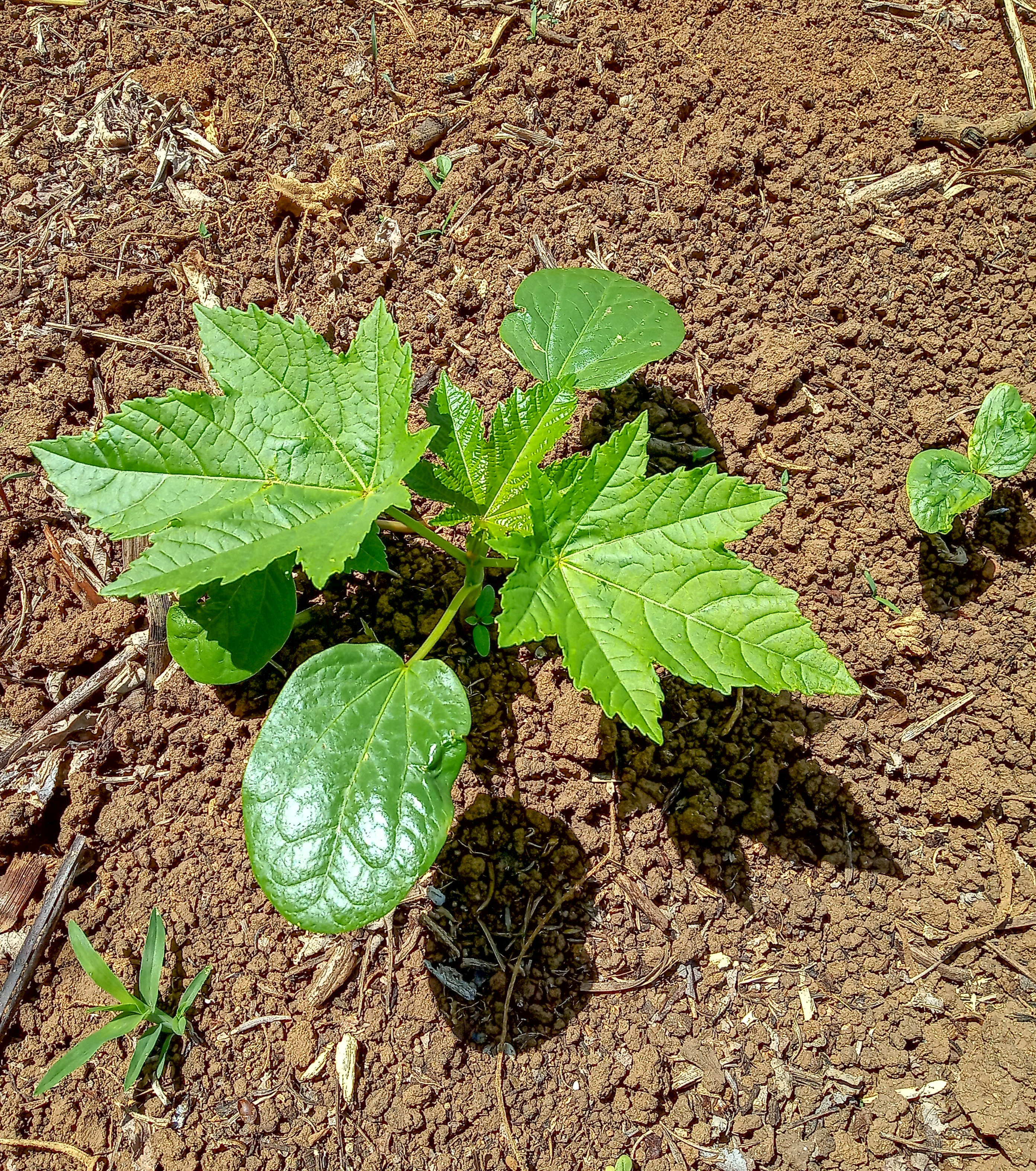
Plântula